# 팀 아소비
팀 아소비(Team Asobi)는 일본의 비디오 게임 개발사이다. 소니 인터랙티브 엔터테인먼트의 퍼스트 파티 개발사로, 본래 2012년 재팬 스튜디오 내부 개발팀으로 시작했다. 2021년 6월, 재팬 스튜디오가 해체돼면서 독립 개발사가 됐다.

## 역사
팀 아소비는 본래 2012년, 도쿄도의 개발사 재팬 스튜디오 내에서 니콜라스 다우쳇를 중심으로 생성된 개발팀으로 시작했다.
2020년 후반기부터 2021년 전반기, 《그래비티 러시》 개발자 토야마 케이이치로를 포함해 팀 아소비에 소속되지 않은 재팬 스튜디오 개발자들이 연이어 퇴사했다. 이후 2021년 4월, 소니는 《아스트로스 플레이룸》의 성공에 기반해 재팬 스튜디오가 팀 아소비를 주축으로 개편할 것이라 결정했다. 2021년 6월, 소니는 팀 아소비가 플레이스테이션 스튜디오스 내의 독립 개발사로 재설립했다고 발표했다. 다우쳇은 개편 후에도 아소비의 스튜디오 디렉터 및 크리에이티브 디렉터 직위를 유지했다.

## 개발 게임
| 연도 | 제목                    | 플랫폼           | 비고                                 | 각주  |
| ---- | ----------------------- | ---------------- | ------------------------------------ | ----- |
| 2013 | 더 플레이룸             | 플레이스테이션 4 |                                      | [ 8 ] |
| 2016 | 더 플레이룸 VR          | 플레이스테이션 4 | 플레이스테이션 VR 필수               | [ 9 ] |
| 2018 | 아스트로 봇 레스큐 미션 | 플레이스테이션 4 | 플레이스테이션 VR 필수               | [ 3 ] |
| 2020 | 아스트로스 플레이룸     | 플레이스테이션 5 | 재팬 스튜디오로서 개발한 마지막 작품 | [ 3 ] |